# Ronde van Luxemburg 1997
De Ronde van Luxemburg 1997 (Luxemburgs: Tour de Luxembourg 1997) werd verreden van donderdag 12 juni tot en met zondag 15 juni in Luxemburg. Het was de 57ste editie van de rittenkoers, die in 2005 deel ging uitmaken van de UCI Europe Tour (categorie 2.HC). De ronde telde vijf etappes. Titelverdediger was de Italiaan Alberto Elli, die ditmaal genoegen moest nemen met de tweede plaats in de eindrangschikking. Van de 124 gestarte renners bereikten 91 coureurs de eindstreep in Diekirch.

## Etappe-overzicht
| etappe | datum   | start       | finish      | afstand | winnaar             | klassementsleider   |
| ------ | ------- | ----------- | ----------- | ------- | ------------------- | ------------------- |
| 1e     | 12 juni | Luxemburg   | Dippach     | 179 km  | Erik Zabel          | Erik Zabel          |
| 2e     | 13 juni | Dudelange   | Bertrange   | 197 km  | Tom Steels          | Erik Zabel          |
| 3e     | 14 juni | Niederanven | Beckerich   | 134 km  | Robbie McEwen       | Erik Zabel          |
| 4e     | 14 juni | Leudelange  | Bettembourg | 16 km   | Frank Vandenbroucke | Frank Vandenbroucke |
| 5e     | 15 juni | Diekirch    | Diekirch    | 180 km  | Jaan Kirsipuu       | Frank Vandenbroucke |

## Etappe-uitslagen

### 1e etappe
| Luxemburg – Dippach (179 km) |             |                       |          |
| Plaats                       | Naam        | Ploeg                 | Tijd     |
| Winnaar                      | Erik Zabel  | Team Deutsche Telekom | 4u43'39" |
| 2                            | Marcel Wüst | Festina               | z.t.     |
| 3                            | Henk Vogels | GAN                   | z.t.     |

| Algemeen klassement |             |                       |          |
| Plaats              | Naam        | Ploeg                 | Tijd     |
| Gele trui           | Erik Zabel  | Team Deutsche Telekom | 4u43'29" |
| 2                   | Marcel Wüst | Festina               | +00' 04" |
| 3                   | Henk Vogels | GAN                   | +00' 06" |

### 2e etappe
| Dudelange – Bertrange (197 km) |             |                       |          |
| Plaats                         | Naam        | Ploeg                 | Tijd     |
| Winnaar                        | Tom Steels  | Mapei-GB              | 4u33'37" |
| 2                              | Marcel Wüst | Team Deutsche Telekom | z.t.     |
| 3                              | Bjarne Riis | Team Deutsche Telekom | z.t.     |

| Algemeen klassement |             |                       |          |
| Plaats              | Naam        | Ploeg                 | Tijd     |
| Gele trui           | Erik Zabel  | Team Deutsche Telekom | 9u16'53" |
| 2                   | Marcel Wüst | Festina               | +00' 15" |
| 3                   | Henk Vogels | GAN                   | +00' 16" |

### 3e etappe
| Niederanven – Beckerich (134 km) |                  |                 |          |
| Plaats                           | Naam             | Ploeg           | Tijd     |
| Winnaar                          | Robbie McEwen    | Rabobank        | 3u04'31" |
| 2                                | Max van Heeswijk | Rabobank        | z.t.     |
| 3                                | Geert Van Bondt  | Vlaanderen 2002 | z.t.     |

| Algemeen klassement |             |                       |           |
| Plaats              | Naam        | Ploeg                 | Tijd      |
| Gele trui           | Erik Zabel  | Team Deutsche Telekom | 12u21'24" |
| 2                   | Marcel Wüst | Festina               | +00' 15"  |
| 3                   | Henk Vogels | GAN                   | +00' 16"  |

### 4e etappe
| Leudelange – Bettembourg (individuele tijdrit over 16 km) |                     |          |          |
| Plaats                                                    | Naam                | Ploeg    | Tijd     |
| Winnaar                                                   | Frank Vandenbroucke | Mapei-GB | 0u19'40" |
| 2                                                         | Rolf Sørensen       | Rabobank | +00' 24" |
| 3                                                         | Erik Breukink       | Rabobank | +00' 25" |

| Algemeen klassement |                     |          |           |
| Plaats              | Naam                | Ploeg    | Tijd      |
| Gele trui           | Frank Vandenbroucke | Mapei-GB | 12u41'24" |
| 2                   | Alberto Elli        | Casino   | +00' 27"  |
| 3                   | Erik Breukink       | Rabobank | +00' 28"  |

### 5e etappe
| Diekirch – Diekirch (180 km) |                  |          |          |
| Plaats                       | Naam             | Ploeg    | Tijd     |
| Winnaar                      | Jaan Kirsipuu    | Casino   | 4u15'43" |
| 2                            | Henk Vogels      | GAN      | z.t.     |
| 3                            | Max van Heeswijk | Rabobank | z.t.     |

| Algemeen klassement |                     |          |           |
| Plaats              | Naam                | Ploeg    | Tijd      |
| Gele trui           | Frank Vandenbroucke | Mapei-GB | 16u57'07" |
| 2                   | Alberto Elli        | Casino   | +00' 21"  |
| 3                   | Erik Breukink       | Rabobank | +00' 28"  |

## Eindklassementen

### Algemeen klassement
| Plaats    | Naam                 | Ploeg                   | Tijd      |
| --------- | -------------------- | ----------------------- | --------- |
| Gele trui | Frank Vandenbroucke  | Mapei-GB                | 16u57'07" |
| 2         | Alberto Elli         | Casino                  | +00' 21"  |
| 3         | Erik Breukink        | Rabobank                | +00' 28"  |
| 4         | Henk Vogels          | GAN                     | +00' 31"  |
| 5         | Luis Pérez Rodríguez | ONCE                    | +00' 32"  |
| 6         | Nico Mattan          | Mapei-GB                | +00' 36"  |
| 7         | Rafael Díaz Justo    | ONCE                    | z.t.      |
| 8         | David Etxebarria     | ONCE                    | +00' 37"  |
| 9         | Lauri Aus            | Casino                  | z.t.      |
| 10        | Angelo Lecchi        | MG Maglificio-Technogym | +00' 39"  |

1935 · 
1936 · 
1937 · 
1938 · 
1939 · 
1940 · 
1941 · 
1942 · 
1943 · 
1944 · 
1945 · 
1946 · 
1947 · 
1948 · 
1949 · 
1950 · 
1951 · 
1952 · 
1953 · 
1954 · 
1955 · 
1956 · 
1957 · 
1958 · 
1959 · 
1960 · 
1961 · 
1962 · 
1963 · 
1964 · 
1965 · 
1966 · 
1967 · 
1968 · 
1969 · 
1970 · 
1971 · 
1972 · 
1973 · 
1974 · 
1975 · 
1976 · 
1977 · 
1978 · 
1979 · 
1980 · 
1981 · 
1982 · 
1983 · 
1984 · 
1985 · 
1986 · 
1987 · 
1988 · 
1989 · 
1990 · 
1991 · 
1992 · 
1993 · 
1994 · 
1995 · 
1996 · 
1997 · 
1998 · 
1999 · 
2000 · 
2001 · 
2002 · 
2003 · 
2004 · 
2005 · 
2006 · 
2007 · 
2008 · 
2009 · 
2010 · 
2011 · 
2012 · 
2013 · 
2014 ·
2015 ·
2016 ·
2017 ·
2018 ·
2019 ·
2020 ·
2021 · 2022 · 2023 · 2024